# Jevgenij Bützow
Jevgenij Bützow (ryska: Евгений Карлович Бюцов: Jevgenij Karlovitj Bjutsov, franska: Eugene de Bützow), född 1837 och död 1904, var en rysk diplomat.
Bützow inträdde 1856 i ryska inrikesdepartementet, tjänstgjorde från 1858 i Amurdistriktet men övergick senare till utrikesdepartementet. Var som konsul i Hakodate och Nagasaki 1866–1871. Rysslands officielle representant i Japan, 1871–1873 Chargé d'affaires i Tokyo, 1873–1883 envoyé i Peking, 1884–90 i Aten, 1890–1897 i Teheran och slutligen 1897-1904 i Stockholm. Bützow ansågs särskilt i yngre år för en framstående diplomat och stod i hög gunst i S:t Petersburg. Sedan 1887 förde han titeln geheimeråd.